# Eduard Mehlhorn
Heinrich Eduard Mehlhorn (* 18. Juli 1825 in Untermhaus; † 22. Dezember 1888 in Gera) war ein deutscher Richter und Abgeordneter.

## Leben
Mehlhorn war der Sohn des Hofrentmeisters Christian Ernst Mehlhorn und dessen Ehefrau Johanne Sophie geborene Falke. Er war evangelisch-lutherischer Konfession und heiratete am 19. Oktober 1852 in Gera Fanny Amalie Heussler (* 15. Mai 1832 in Gera; † 15. März 1885 ebenda), die Tochter des Geraer Kaufmanns Christian Friedrich Philipp Heussler.
Mehlhorn besuchte das Rutheneum und studierte nach dem 1845 abgelegten Abitur Staats- und Rechtswissenschaften. Ab 1849 war er Advokat in Schleiz. Im gleichen Jahr wurde er Aktuar beim Justizamt Schleiz und Notar des Fürstentums Reuß j.L. Bis 1856 war er auch Aktuar beim Kriminalgericht Gera und ab 1854 beim Justizamt Gera-Untermhaus. 1858 wurde er Assessor beim Justizamt Gera und 1863 Staatsanwalt beim Kreisgericht Gera. 1879 wurde er zweiter und 1881 erster Amtsrichter am Amtsgericht Gera, bevor er in den Ruhestand versetzt wurde.
Von 1871 bis 1877 war er Mitglied im Landtag Reuß jüngerer Linie. Im Landtag war er Landtagspräsident.